# 大庆铁人中学
大庆铁人中学是大庆市的一所由“铁人”王进喜命名的普通中学。该校筹建于1986年10月，创建于1987年，校址位于让胡路区。

## 历史
1986年7月9日大庆市为了解决石油工人后代的教育问题，决定成立南区高级中学，即现大庆铁人中学。 1987年5月，将筹建中的学校正式命名为“铁人中学”。 该校于同年9月1日借用16中和46中教室开学，并在该年12月搬入已竣工的教学楼，在2021年搬入位于南一路111号的新校区

## 校园文化
- 校训：朴实、负责、求是、创造
- 教风：求真、求实、图精、图新
- 学风：勤奋、善思、严谨、博学

## 学校荣誉
- 1993年4月被评为为黑龙江省重点中学
- 2000年10月被评为为黑龙江省首批示范性高中
- 2001年，成为黑龙江省首批理科实验基地。